# Nummernzeichen
Nummernzeichen sind Sonderzeichen, die zum Kennzeichnen von Zahlen als Nummern verwendet werden, insbesondere:
- das Rautezeichen „#“. Im engeren Sinne bezeichnet „Nummernzeichen“ häufig auch genau dieses Zeichen, da der Begriff die deutsche Übersetzung für die im nordamerikanischen Kulturraum verwendete Bezeichnung number sign für dieses Zeichen ist.
- das Numero-Zeichen „№“.